# Isetta
Isetta — автомобиль особо малого класса, выпускавшийся в послевоенное время.
Несмотря на то, что конструкция создана в Италии, она была построена в ряде стран, в том числе Испании, Бельгии, Франции, Бразилии, Западной Германии и Великобритании.
Из-за вагонной компоновки, панорамных стёкол и округлых форм он стал известен как «автомобиль-пузырь», это название позже заимствовали другие аналогичные транспортные средства. Были и другие прозвища. В Германии было «das rollende Ei» (дословно — «катящееся яйцо») или «Sargwagen» (составное из Sarg — «гроб» и Wagen — «тележка, повозка, автомобиль», дословно — «гробовозка», «гробомобиль», изначально означало тележку для перевозки гроба на кладбище; название появилось из-за крайне низкой пассивной безопасности машины), «Halleluja-Auto» (дословно — «автомобиль-аллилуйя»; видимо, дело также было в пассивной безопасности) и «Adventsauto» (дословно — «рождественский автомобиль»; намёк на популярную рождественскую церковную песню «Macht hoch die Tür» [дословно — «Двери вверх»]). Популярным было также «Knutschkugel» (составное из knutschen — «обжиматься, целоваться» и Kugel — «шар, пуля»). Во Франции — фр. «Yogurt pot» (дословно — «кувшин с йогуртом»). 

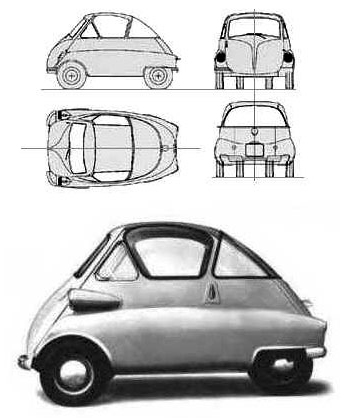
Iso Isetta Turismo

## История
Крупная автомобилестроительная компания BMW после Второй мировой войны оказалась в полном упадке. Из пяти заводов этой фирмы четыре оказались на территории, подконтрольной СВАГ, а завод в Мюнхене был сильно повреждён в результате бомбардировок. К тому же командование союзников, в отличие от заинтересованной в массовых поставках автотранспорта по репарациям советской администрации на востоке Германии, запретило BMW заниматься выпуском автомобилей. Лишь в 1951 году BMW произвело свой первый послевоенный автомобиль — BMW 501, но он оказался очень дорог и не пользовался успехом на рынке. Над BMW нависла угроза банкротства. К 1955 году ситуация стала катастрофической и компания срочно должна была найти решение.
В это же время в Италии был налажен выпуск небольших машин под названием «Изетта». Эта машина была сильно не похожа на все другие. По своей форме она была больше похожа на пузырь, чем на автомобиль. Посадка осуществлялась через единственную дверь, которая открывалась впереди, при этом руль двигался вместе с дверью.

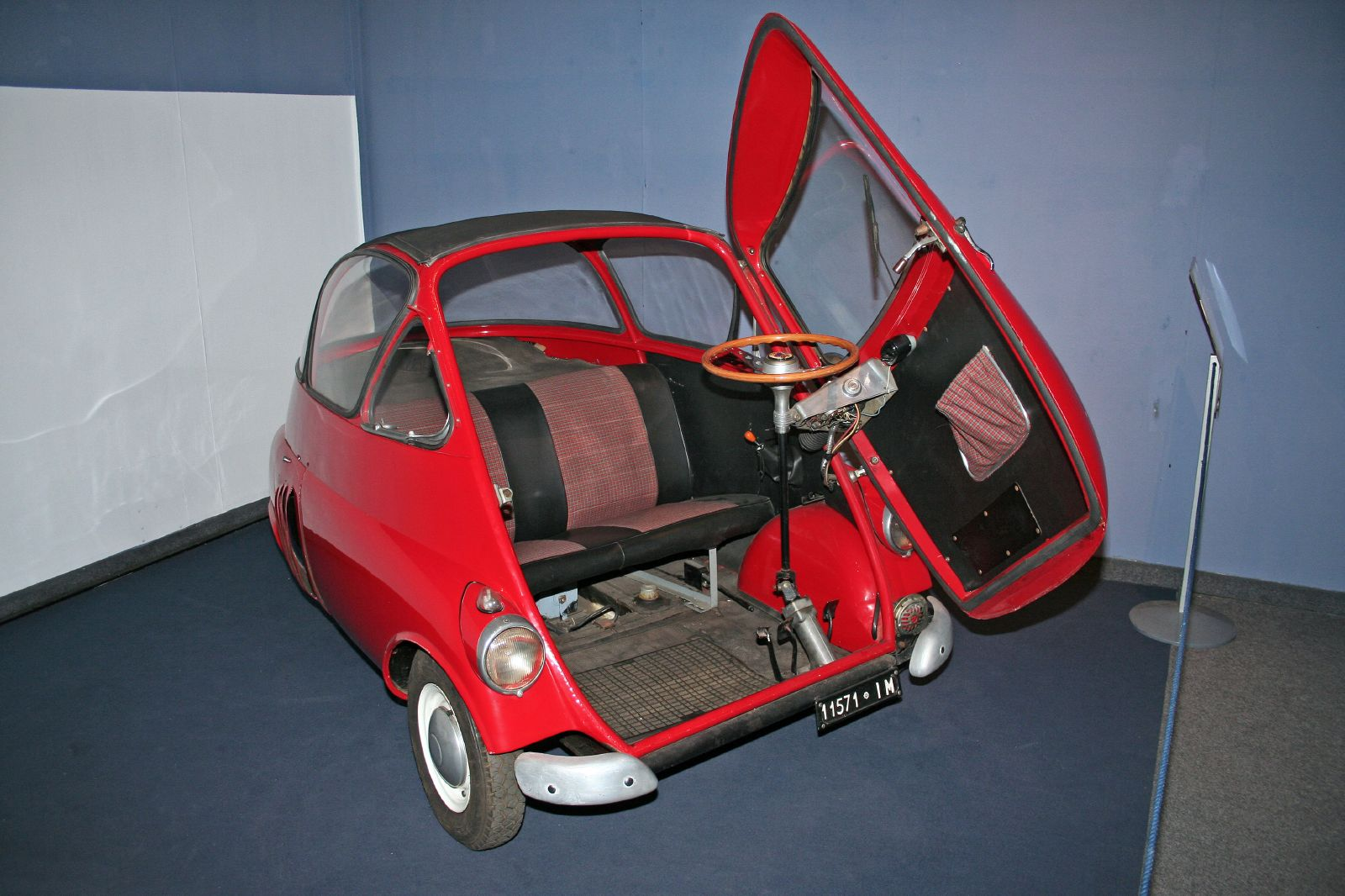
руль двигался вместе с дверью

Машина была рассчитана только на двух человек и имела очень маленький двигатель мощностью 9,5 л. с. Больше всего этот автомобиль был похож на мотоколяску и не имел задней передачи.
В 1955 году итальянский изготовитель «Изетты» решил продать лицензию на её производство, чтобы перейти к выпуску более престижных спортивных машин.
Компания BMW решает приобрести права на производство этого автомобиля. BMW смогла повысить мощность двигателя «Изетты» до 13 л. с., что способствовало увеличению скорости машины. «Изетта» оказалась очень подходящим автомобилем для города. В 1956 году случился Суэцкий кризис, который привёл к острому дефициту бензина. В сложившейся обстановке экономичная «Изетта» оказалась весьма популярной. До 1964 года BMW выпустил 160 000 этих автомобилей, к тому времени другие автомобильные фирмы начали выпускать машины немногим дороже, чем «Изетта», но в отличие от неё, они уже имели вид полноценного автомобиля. Но несмотря на это, ожидаемый результат был достигнут — производство «Изетты» позволило поправить финансовое положение концерна.
За восемь лет производства было сделано три варианта «Изетты»: двухместные под индексами 250 и 300 и четырёхместный под индексом 600 (известный также как BMW 600). Несмотря на незамысловатость, машина была очень надёжна в техническом плане и её единственным недостатком была плохая сопротивляемость коррозии.
Сейчас этот автомобиль вызывает у многих улыбку, но именно благодаря ему BMW смог достичь больших успехов и был спасён от банкротства.

## Iso Isetta (Италия)

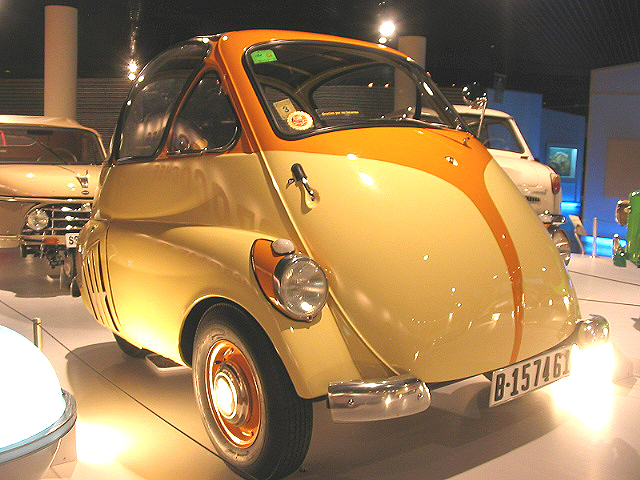
Iso Isetta

Изначальное происхождение — от итальянской фирмы Iso SpA. В начале 1950-х годов компания производила холодильники, мотороллеры и малые трёхколёсные грузовики. Владелец Iso, Риволта Ренцо (Renzo Rivolta; 1908—1966), решил построить небольшой автомобиль для массового потребления. В 1952 году инженеры Эрменеджильдо Прети (Ermenegildo Preti; 1918—1986) и Пьерлуиджи Рагги (Pierluigi Raggi; 1924—2012) разработали небольшой автомобиль, который использовал двигатель от скутера, и назвали его Isetta — итальянское уменьшительное от слова Iso. Как говорят, стилисты проектировали автомобиль Isetta, комбинируя два скутера, поставив их близко друг к другу, добавив холодильник и формируя каплеобразный результат.

## VELAM Isetta (Франция)

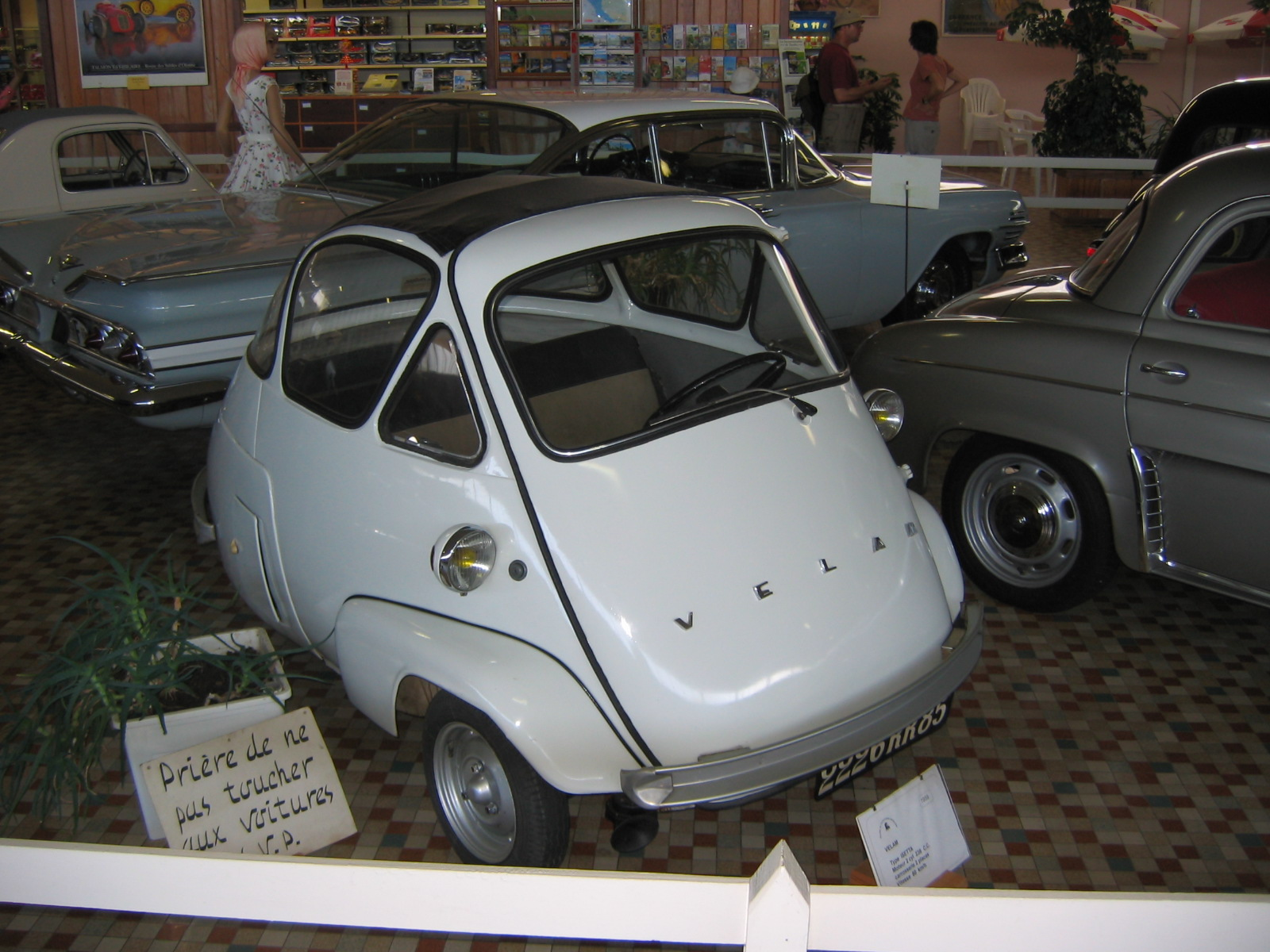
Velam Isetta в музее Musée automobile de Vendée

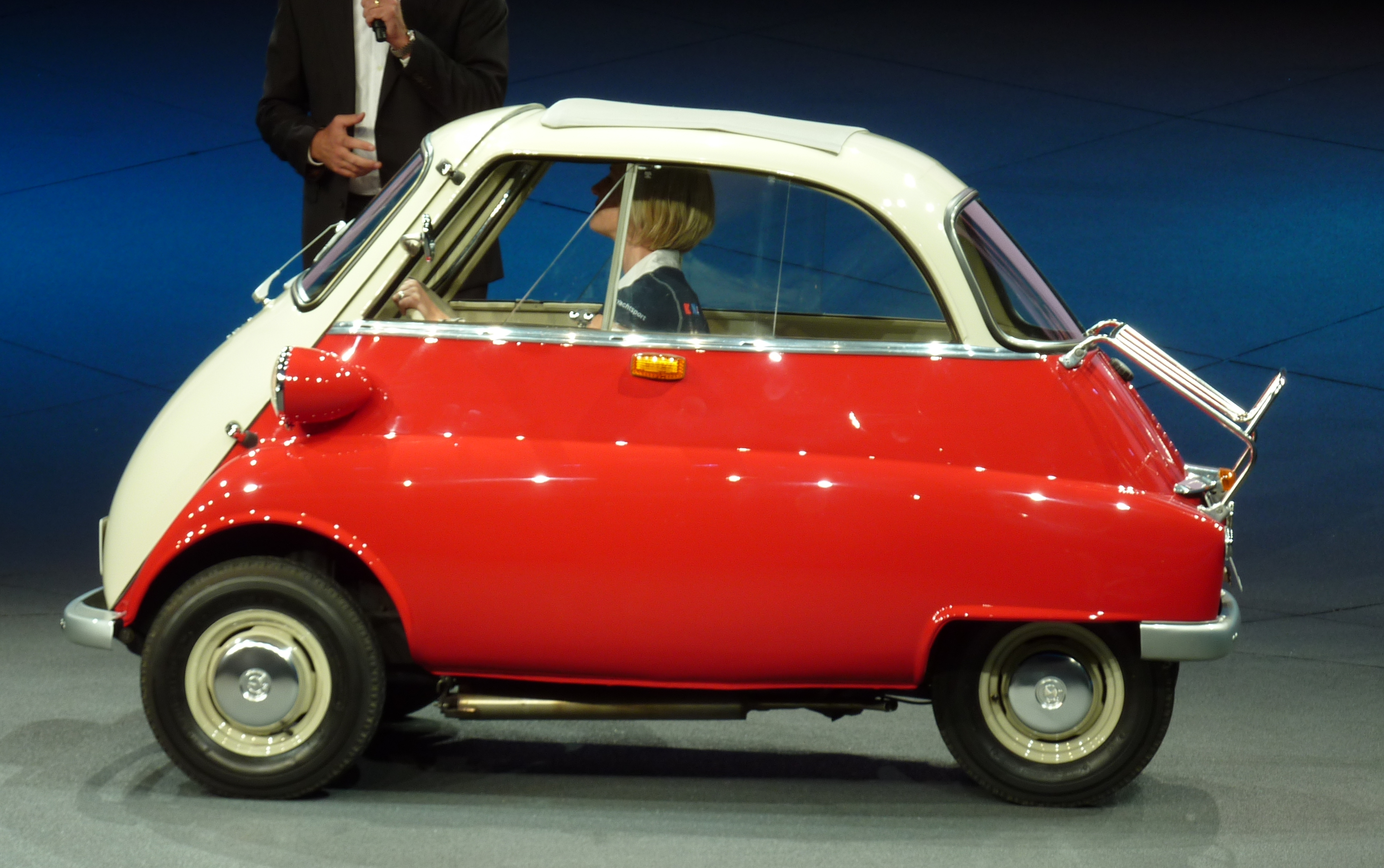
BMW Isetta at the IAA 2009

VELAM приобрел лицензию у Iso в 1954 году на производство автомобилей, основанных на базе Isetta. Поскольку Iso продал оборудование для постройки кузова концерну BMW, VELAM разработали свои собственные кузова, но использовали оригинальные двигатели Iso. Вместо шасси итальянской и немецкой версии на юге использовали раму, прикреплённую на болтах к корпусу сзади, для крепления задних колес, двигателя и трансмиссии. Передняя подвеска крепилась на болтах к передней части кузова. Входная дверь открывалась кнопкой вместо ручки, а спидометр был смонтирован в центре рулевого колеса.
VELAM начали производство автомобилей в 1955 году на старом заводе Тальбо и машина была показана в 1955 году на Парижском автомобильном шоу. Было представлено пять версий автомобиля: стандартная Isetta, кабриолет-версия, люкс-версия, псевдо-спортивная версия и спортивный болид. Из-за конкуренции со стороны Renault Dauphine производство прекратили в 1958 году.

## Romi-Isetta (Бразилия)

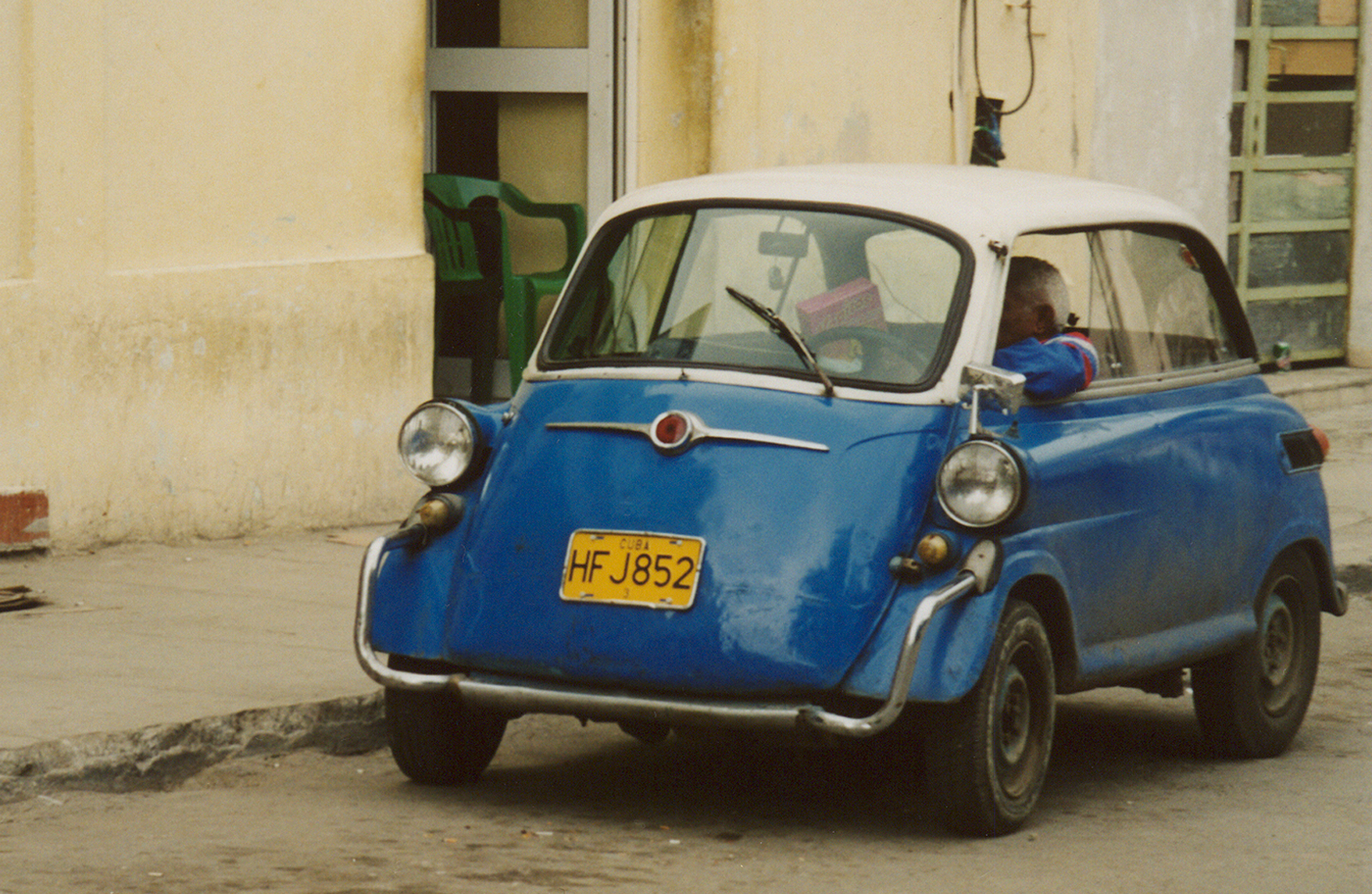
Romi-Isetta в Гаване

В 1955 году здесь купили лицензию Isetta для станкостроительного завода со штаб-квартирой в городе Санта-Барбара, в штате Сан-Паулу. Isetta была выбрана потому, что она была идеальным инструментом для использования в городах в силу своего размера и экономии топлива. Выпущенный 5 сентября 1956 года, это был первый автомобиль, произведённый в Бразилии.
3000 штук Romi-Isetta были изготовлены между 1956 и 1961 гг. Они сохранили дизайн Iso и использовали двигатели Iso до 1958 года; в 1959 году они перешли на двигатели BMW 300.

## BMW Isetta (Великобритания)

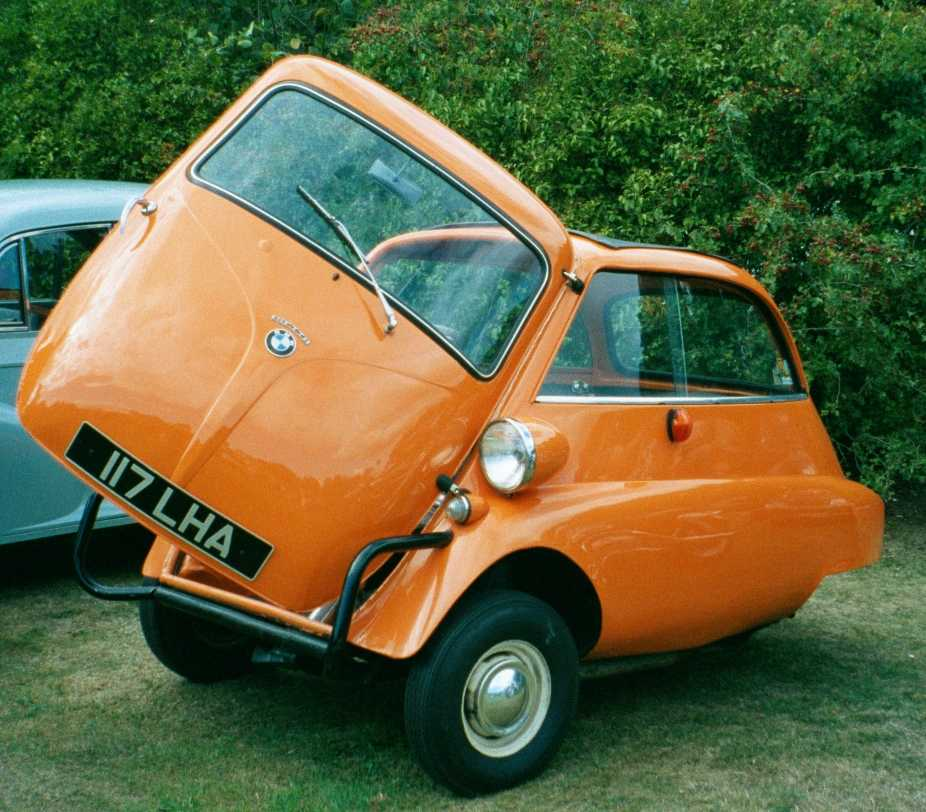
Британская 3-колёсная Isetta

Isetta идеально подходит для городских и сельских дорог Великобритании, учитывая достаточное пространство для двоих и их багажа. Первая автомагистраль М1 была открыта только в 1959 году, и большинство обычных автомобилей едва достигали скорости 60 миль/ч (97 км/ч). В 1957 году было начато производство модели Isetta 300 в Великобритании. В 1962 завод Isetta остановил производство микроавтомобилей, но производил двигатели для Isetta до 1964 года.

## Галерея

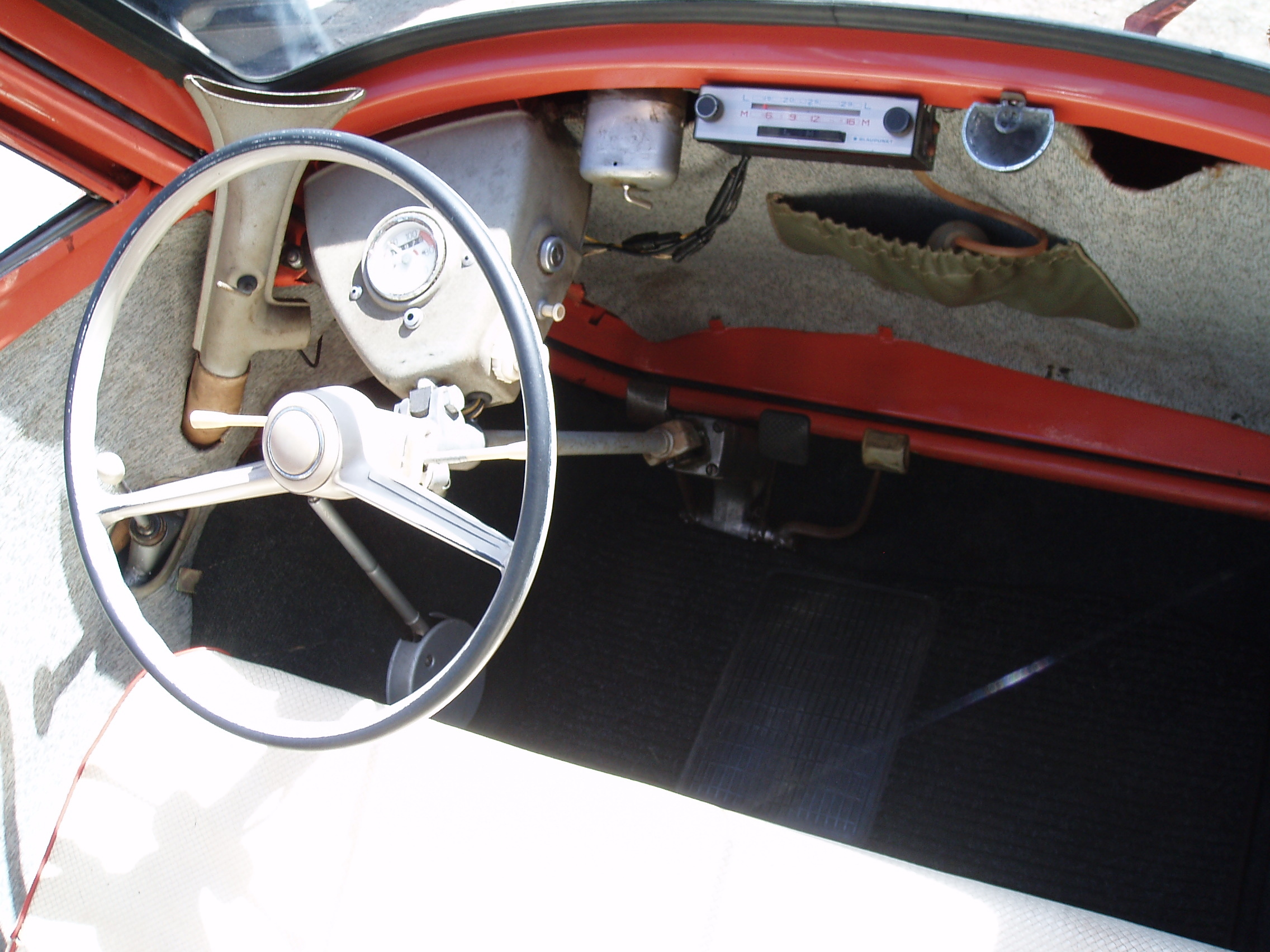
«Изетта» 300 — панель управления
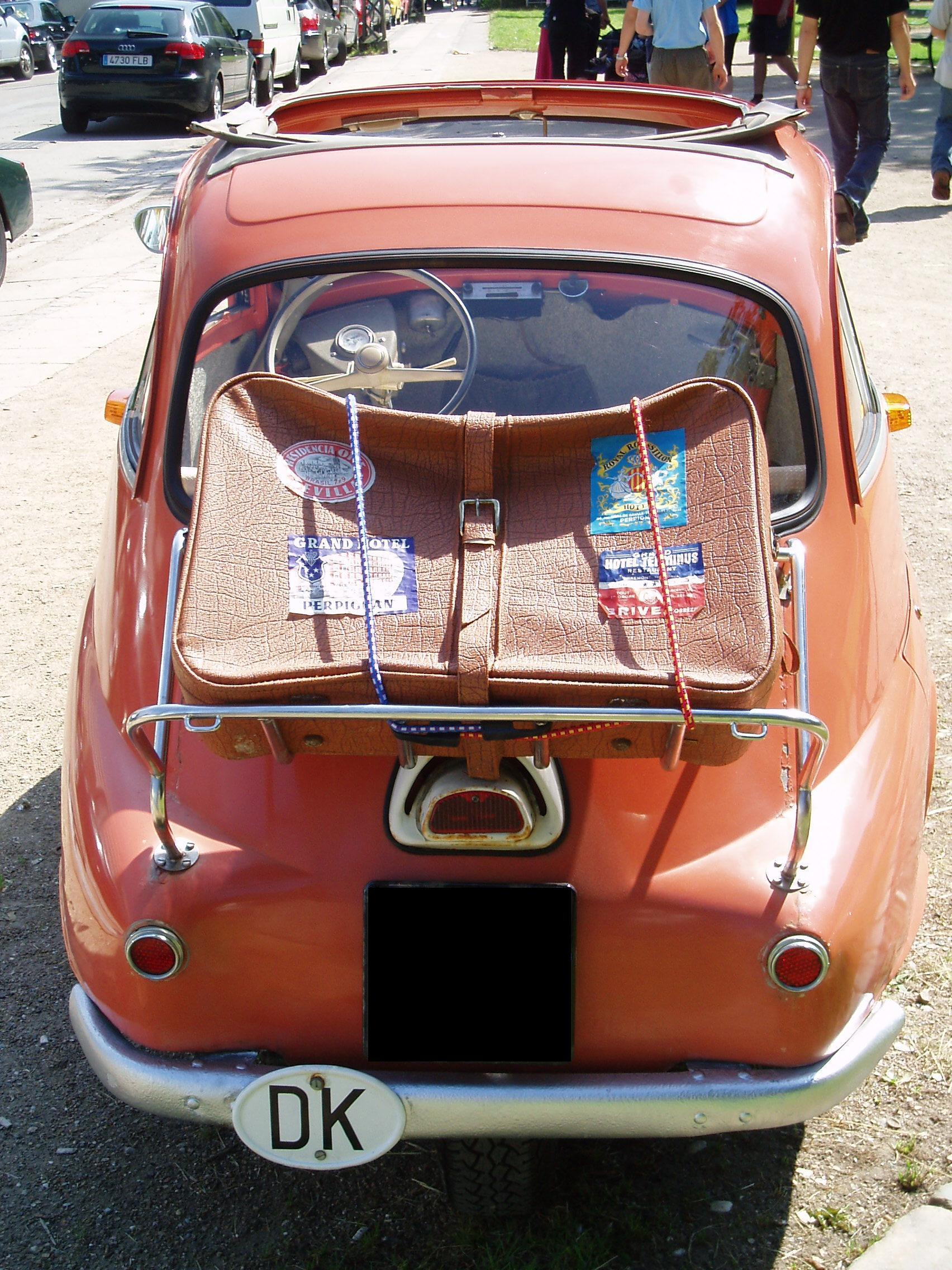
«Изетта» 300 — вид сзади
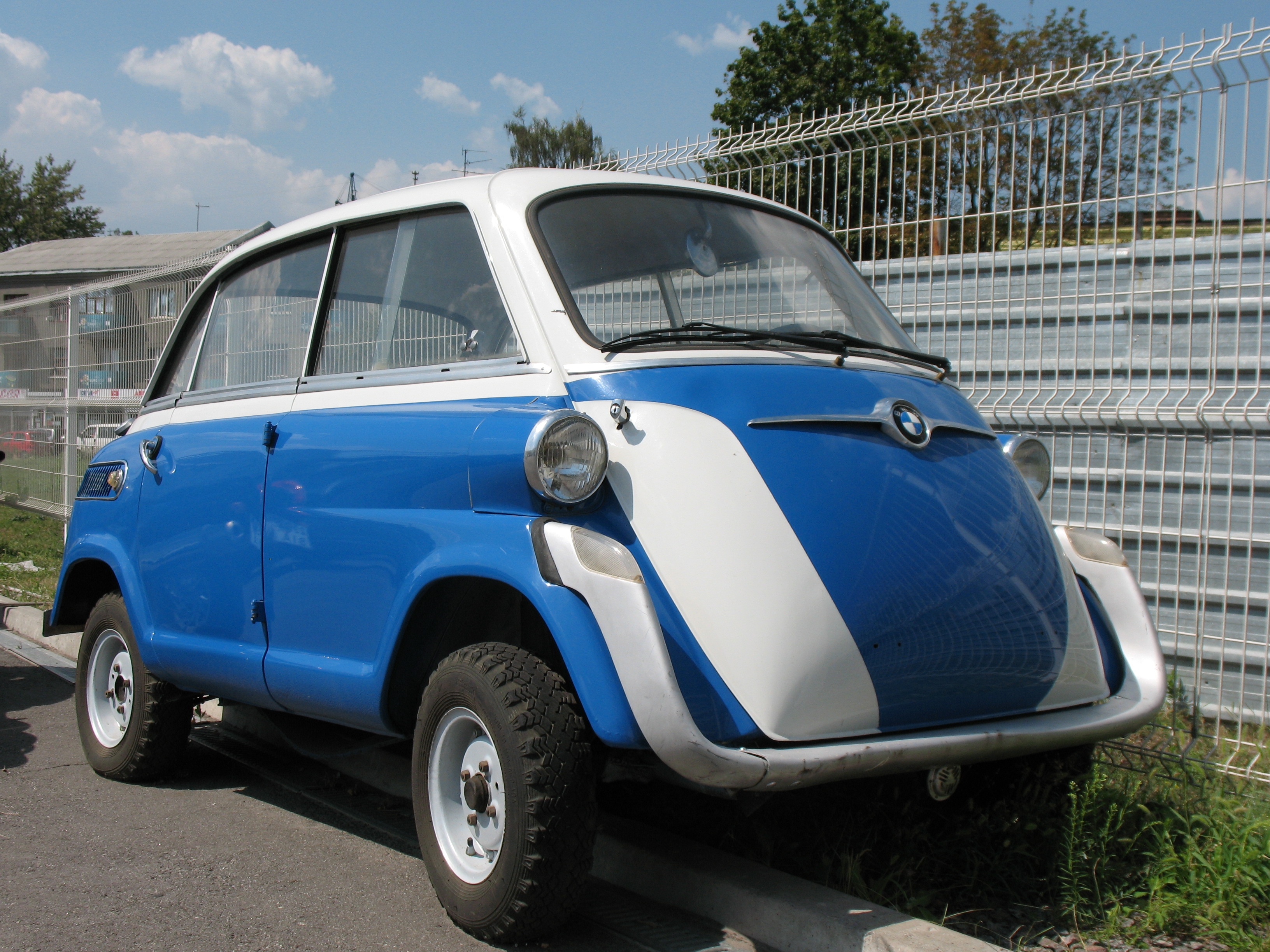
«Изетта» 600
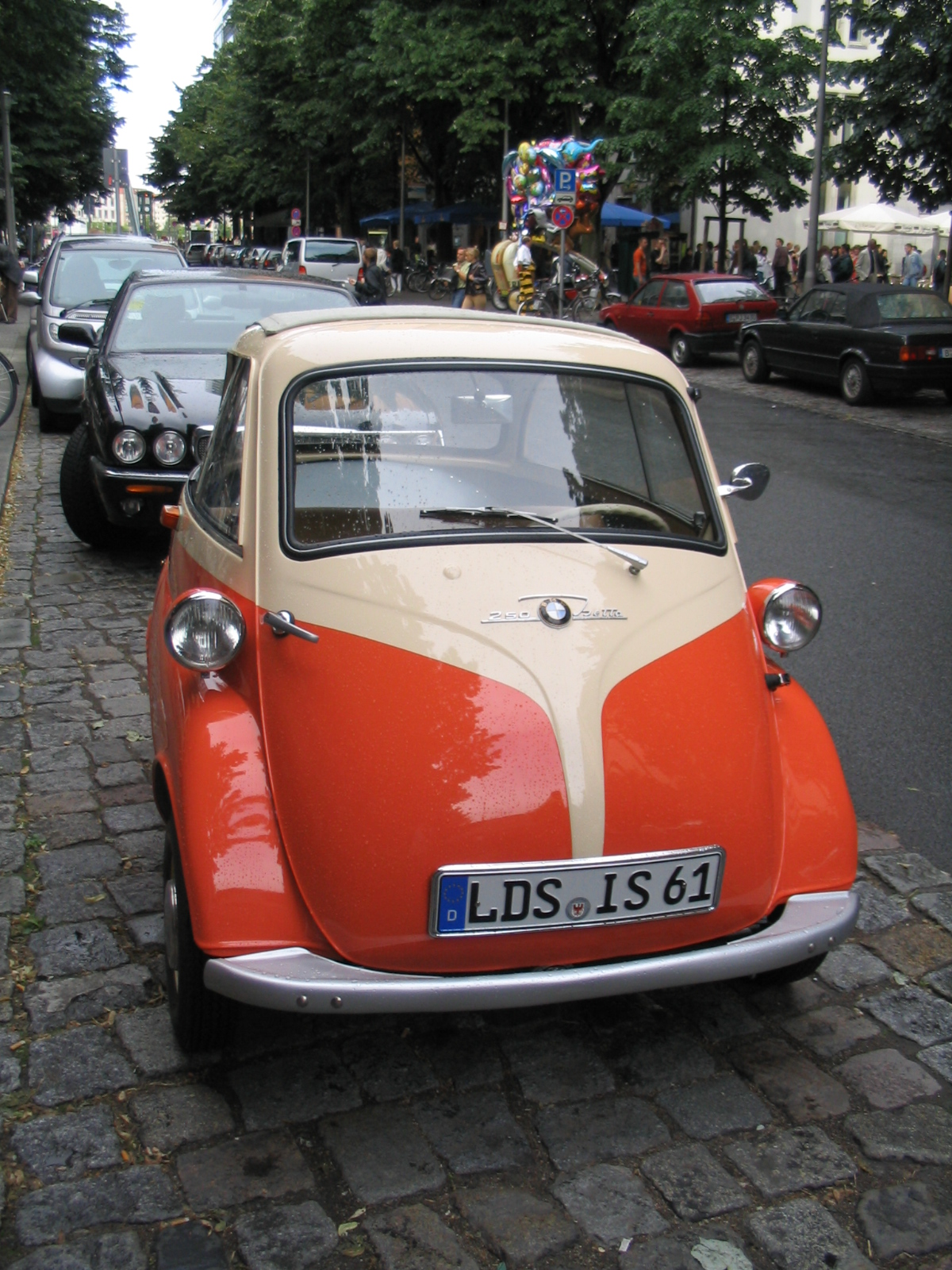
Двухцветная BMW Isetta 250
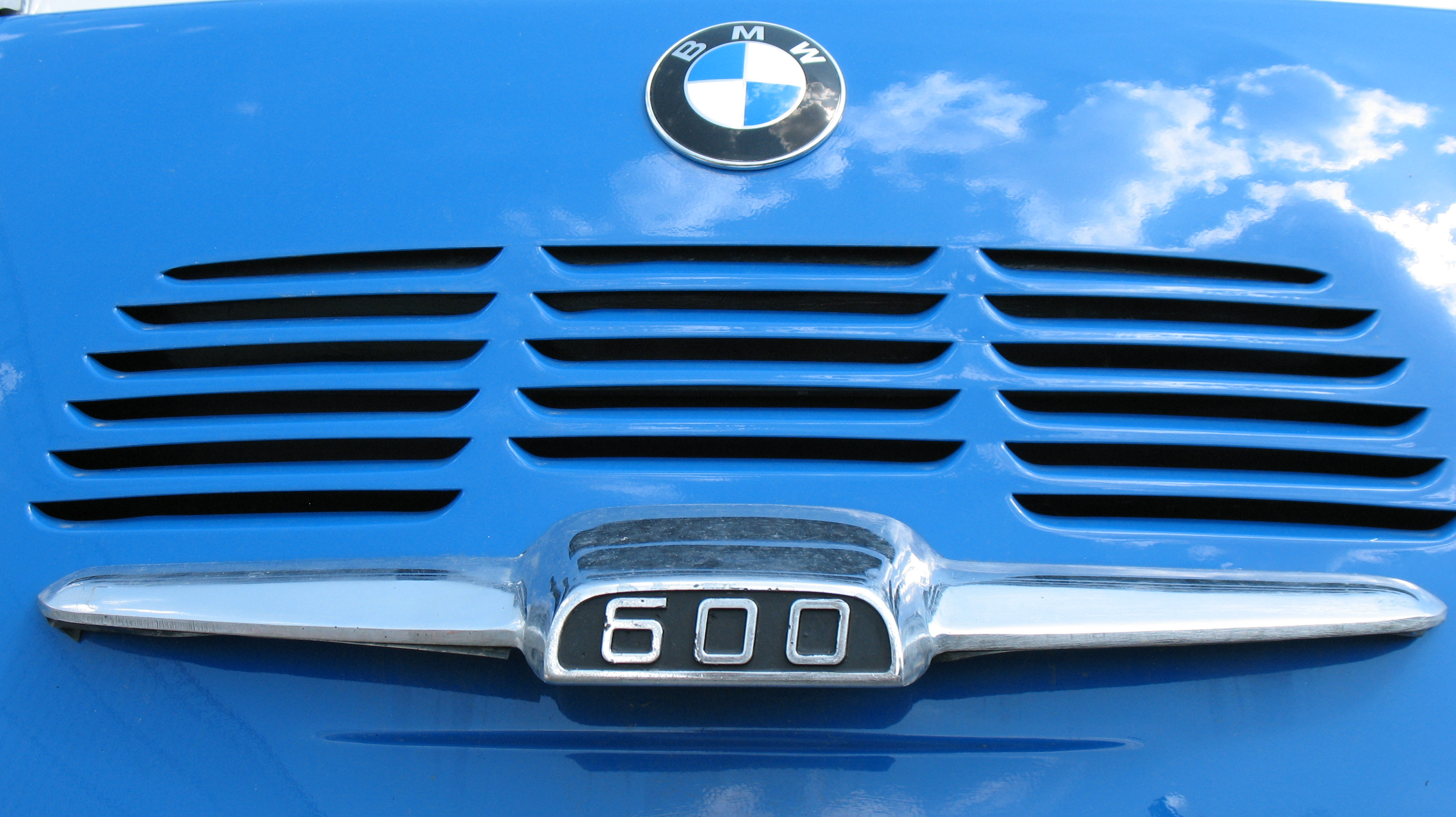
Решетка воздухозаборника
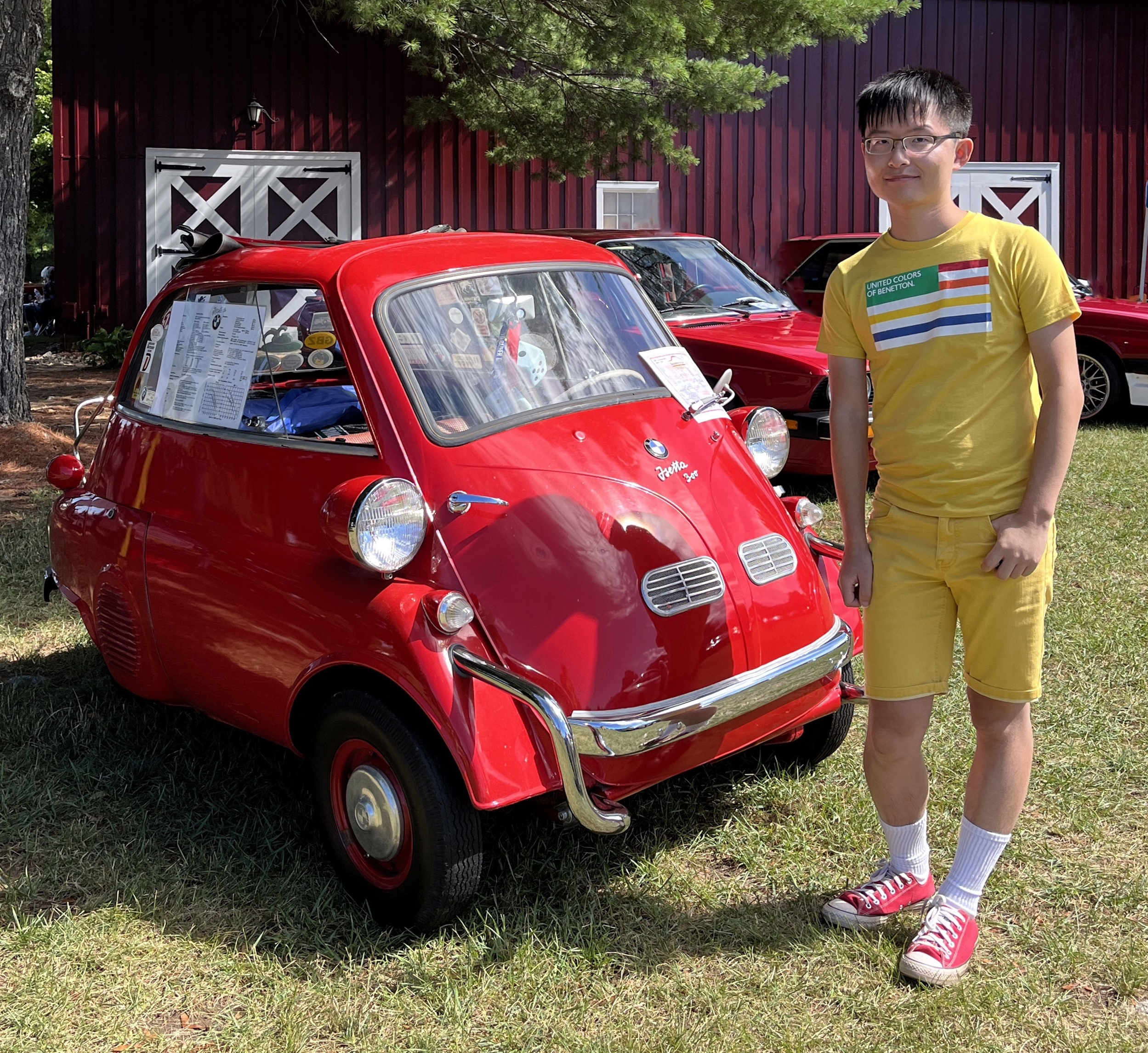
«Изетта» 300, рядом с молодым человеком ростом 167 см